# Ульяновск-Центральный (станция)
Ульяновск-Центральный — участковая узловая железнодорожная станция I класса Волго-Камского региона Куйбышевской железной дороги. Вокзал станции является главным железнодорожным вокзалом Ульяновска. Станция не электрифицирована.

## История
12 мая 1896 года началось строительство новой железнодорожной ветки от станции Инза до станции Симбирск Московско-Казанской железной дороги, а 28 декабря 1898 года рядом с сельцом Винновка открылся разъезд, который назвали Киндяковка, а в 1916 году открылась железнодорожная станция Киндяковка. Поначалу здесь жили рабочие, обслуживающие разъезд и станцию, затем рядом вырос посёлок Киндяковка. Одновременно от станции была проложена железнодорожная ветка к Симбирским пристаням на Волге, где была открыта станция Симбирск II.
В 1912 году от станции Симбирск II была проложена железнодорожная ветка к строящемуся железнодорожному мосту через Волгу. Проект был разработан крупнейшим учёным, профессором Петербургского института инженеров путей сообщения Н. А. Белелюбским. Императорский мост официально был открыт 5 октября 1916 г, первое (временное) пассажирское движение по мосту открылось 1 декабря 1916 года. Открытие моста через Волгу сделало Симбирск узлом двух железных дорог: Московско-Казанской и Волго-Бугульминской.
В 1918 году здесь проходили ожесточённые бои во время Симбирской операции Гражданской войны.
В 1920-х гг. была построена лесовозная железнодорожная ветка Киндяковка — Ясашно-Ташлинская (ныне разъезд Ташла) вглубь Арбуженского лесного массива, протяжённостью 39 км, а при станции Киндяковка I открылись лесные и дровяные склады.
На 1924 год разъезды Киндяковка-I и Киндяковка-II вместе с деревней Винновка и хутором Киндяковка входили в Винновский сельсовет Ульяновскую волость Ульяновский уезд Ульяновскую губернию, в котором в 175 дворах жило 846 человек.
В 1926 году станция Киндяковка-I была переименована в Киндяковка.
В 1941—1942 годах на станцию Киндяковка прибывали составы с эвакуированными в Ульяновск из западных областей СССР предприятиями и беженцами. Всю Великую Отечественную войну на станции формировались воинские эшелоны, идущие на фронт.
С 22 февраля 1942 года началось строительство Волжской рокады, и станция Киндяковка стала крупным железнодорожным узлом.
Из-за того, что станция Ульяновск I находилась на тупиковой железнодорожной ветке, составы приходилось выводить обратно на станцию Киндяковка, чтобы проследовать дальше в сторону Уфы, Москвы, Казани и Сызрани. В 1964 году ситуация подошла к логическому концу — железнодорожную станцию перенесли из Тутей в Киндяковку, станцию Киндяковка переименовали в Ульяновск-Центральный.
В 1967 году со станции стал отправляться фирменный поезд «Ульяновск».
В 1970 году было построено современное здание вокзала Ульяновск-Центральный.
Для улучшения станционной работы в 1971 году станции Ульяновск-1 и Ульяновск-Центральный были объединены под единое командование начальника станции Ульяновск-Центральный.

## Характеристика станции
На станции имеется локомотивное депо ТЧР-14.

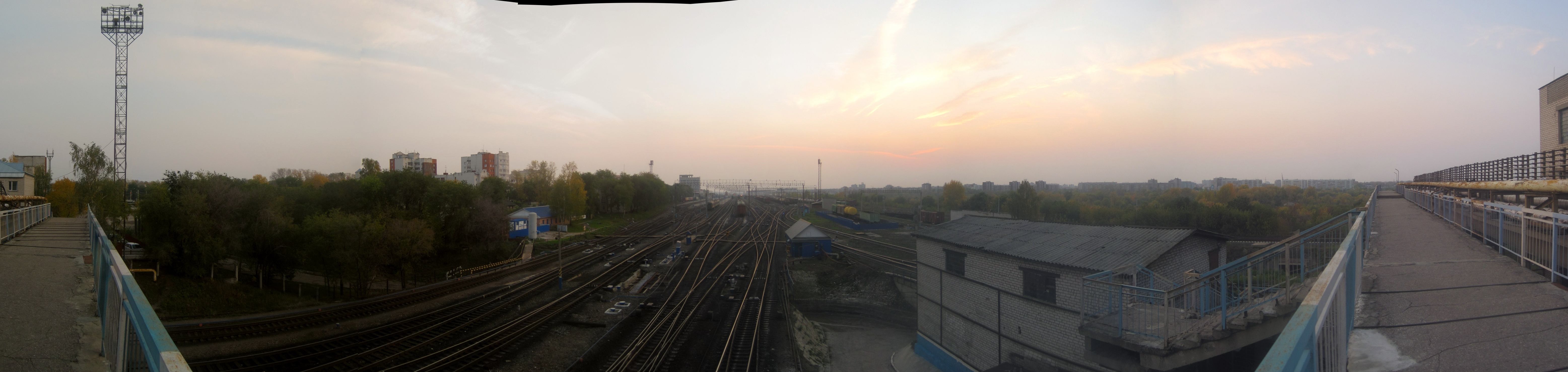
Панорамный (180°) вид юго-западной части станции с пешеходного моста;
на дальнем плане, слева от парков станции (по центру фото) — вокзал

## Вокзал станции

### Строительство вокзала
Новый железнодорожный вокзал станции Ульяновск-Центральный был построен в 1969 году, 30 декабря государственная комиссия под председательством главного инженера пассажирского управления Министерства путей сообщения СССР В. М. Орлова подписала акт о приёме железнодорожного вокзала. За свою более чем трёхлетнюю работу строители получили отличную оценку. Торжественно открыт 17 апреля 1970 года, вокзал возводили по проекту авторского коллектива института «Мосгипротранс». Архитекторами стали М. А. Готлиб и Ю. Я. Мелюшкин.
При сооружении здания удачно использован большой перепад в рельефе местности. В цокольном этаже размещены билетные кассы для пригородных поездов, а на первом этаже — билетные кассы для пассажиров дальнего следования. На антресолях пассажирского зала расположился Ленинский зал, в котором сегодня находится музей развития железнодорожного транспорта Волго-Камского региона Куйбышевской железной дороги. При вокзале работают ресторан, гостиница, почта, телеграф, комната матери и ребёнка, бытовых услуг и так далее. В настоящее время на нём размещён расширенный комплекс дополнительных услуг для пассажиров. Сервис-центр предлагает своим клиентам отдых в зале ожидания «Комфорт», услуги по размещению в гостиницах города, вызову такси, отправлению факсимильных сообщений, копированию, а также доставке билетов и багажа на дом и в офис.
Железнодорожный вокзал станции Ульяновск-Центральный входит в комплекс сооружений, которые были построены к 100-летию со дня рождения В. И. Ленина. Адресно относится: ул. Локомотивная, 96.
Станция Ульяновск-Центральный расположена на месте пересечения Ульяновского хода Куйбышевской железной дороги Инза — Ульяновск — Чишмы с Волжской рокадой.
Проход из вокзала на ближнюю островную платформу через тоннель. На дальнюю островную платформу проход по пешеходному переходу, но туда поезда принимаются очень редко.

### Капремонт вокзала
В 2017 году был проведён капитальный ремонт здания вокзала и реконструкция прилегающей территории. Привокзальную территорию замостили плиткой, там появился сквер с памятником и новым освещением, а также кардинально изменилась организация дорожного движения. После реконструкции вокзал был открыт 20 ноября.

### Характеристики вокзала
Вокзал может ежедневно обслуживать 2300 пассажиров. Общая площадь вокзального комплекса составляет 4200 м². В год со станции Ульяновск-Центральный отправляется 884,6 тысячи человек, из них: в прямом сообщении 305,3 тысячи человек, в местном 92,6 тысячи человек и в пригородном 486,7 тысячи человек. В среднем в сутки с вокзала уезжает 2500 пассажиров.

### Вокзал в филателии
- 6 декабря 1971 года Министерство связи СССР выпустило ХМК «Ульяновск. Железнодорожный вокзал» (художник Б. Пармеев)[29].
- 27 декабря 1982 года — ХМК «Ульяновск. Железнодорожный вокзал» (художник В. Скворцова)[30]
- 25 марта 1986 года — ХМК «Ульяновск. Железнодорожный вокзал» (художник Т. Панченко)[31]

### Галерея

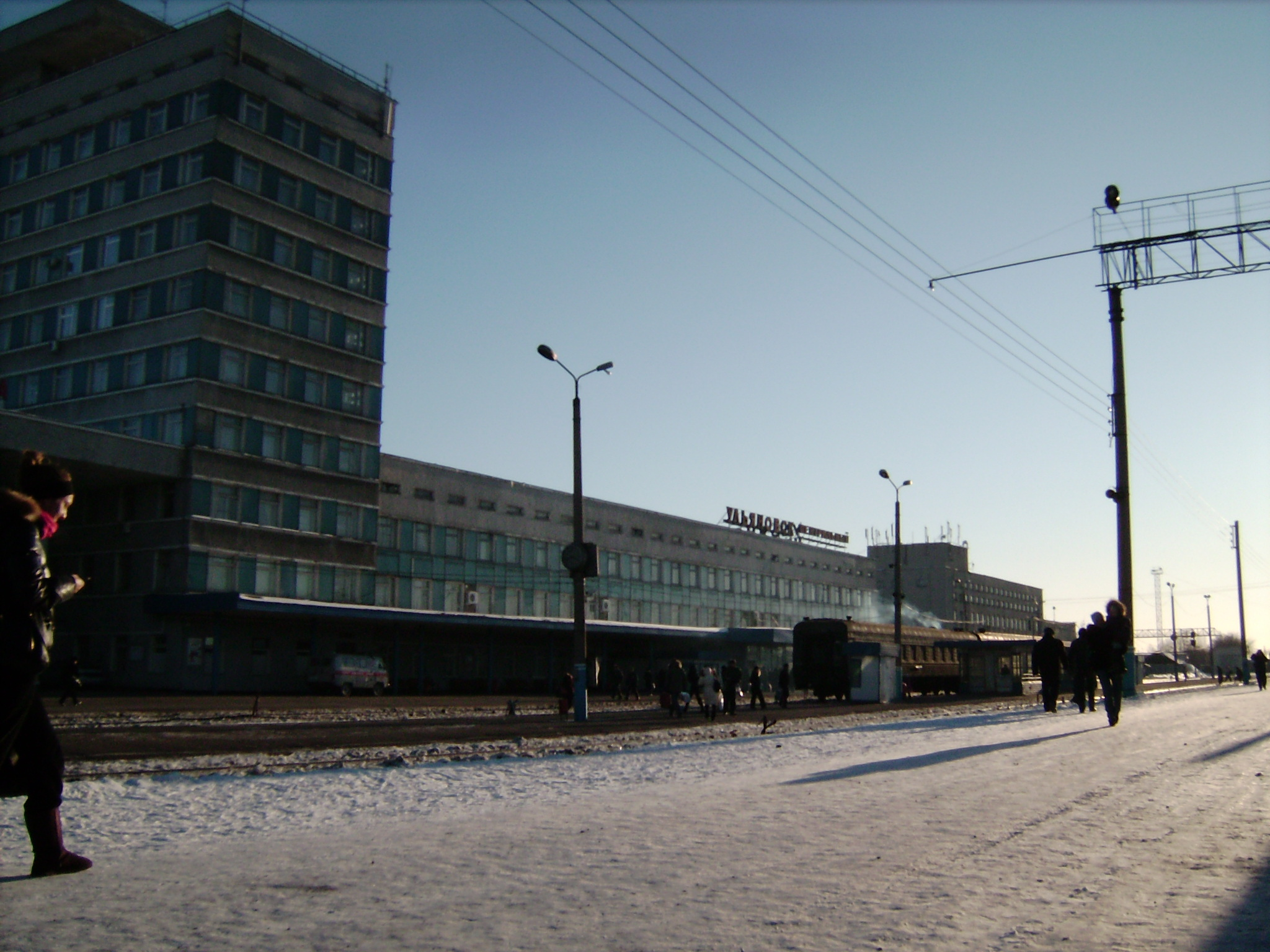
Здание вокзала
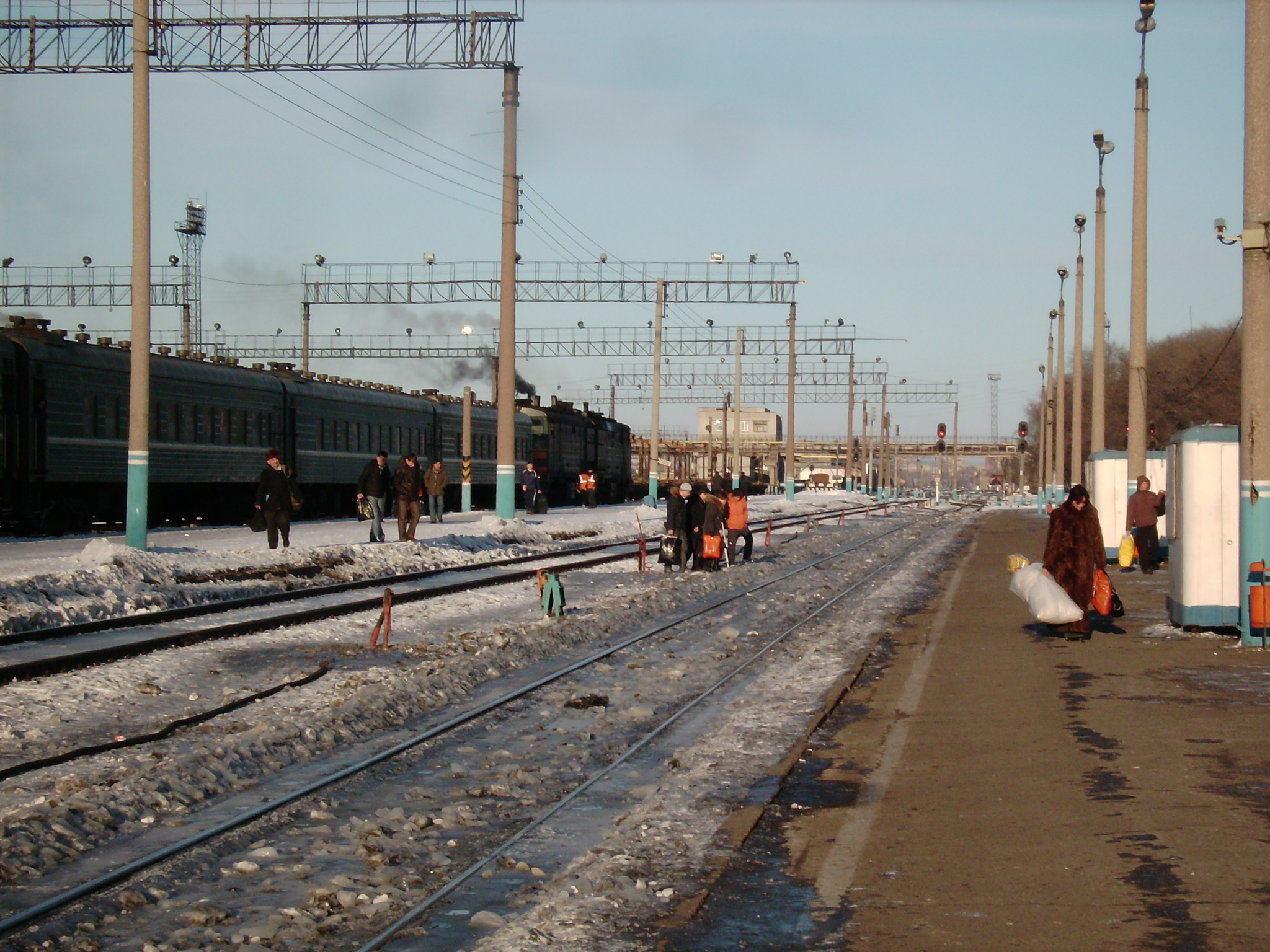
Пассажирский парк станции
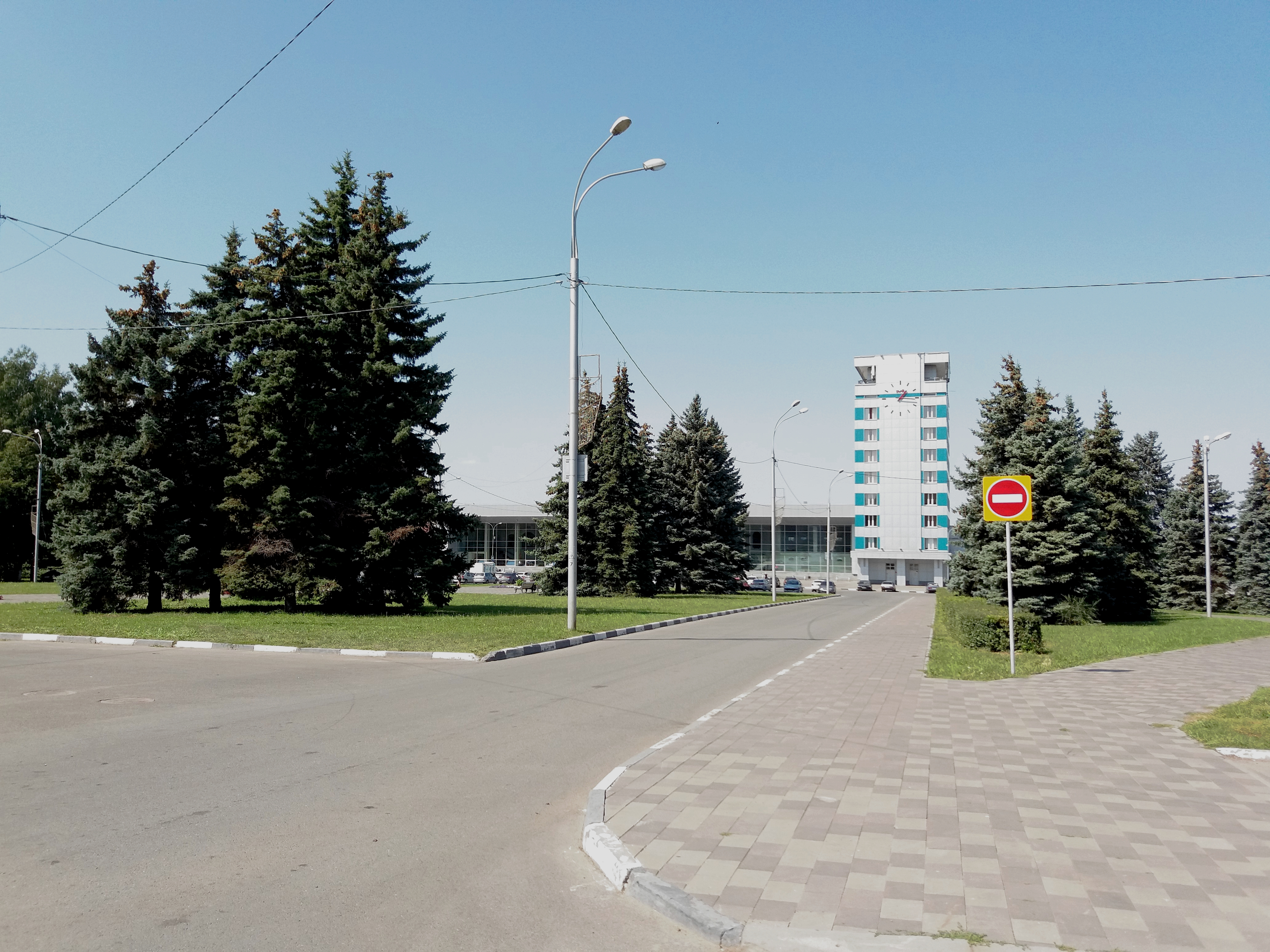
Жедезнодорожный вокзал станции Ульяновск-Центральный
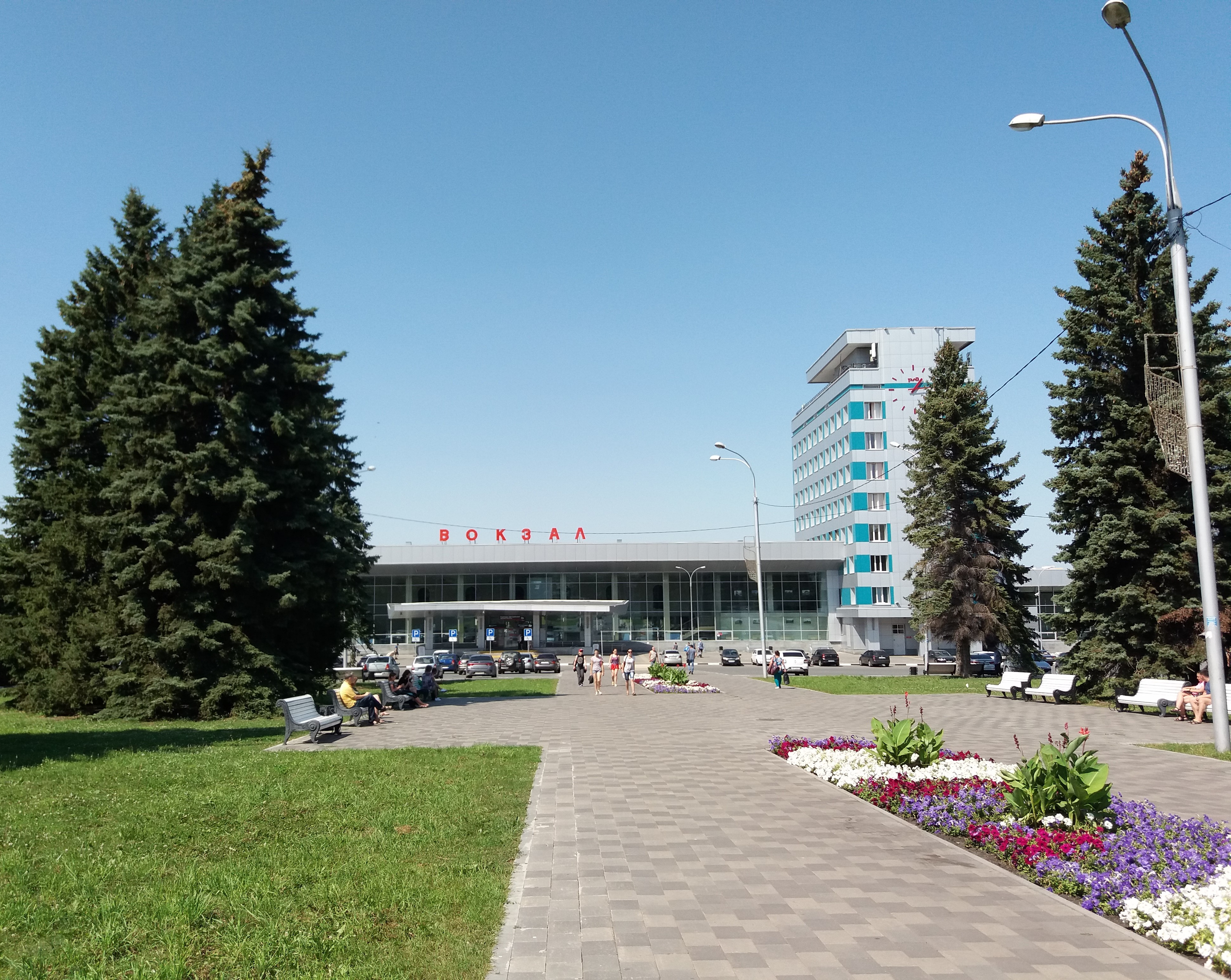
Железнодорожный вокзал  станции Ульяновск-Центральный
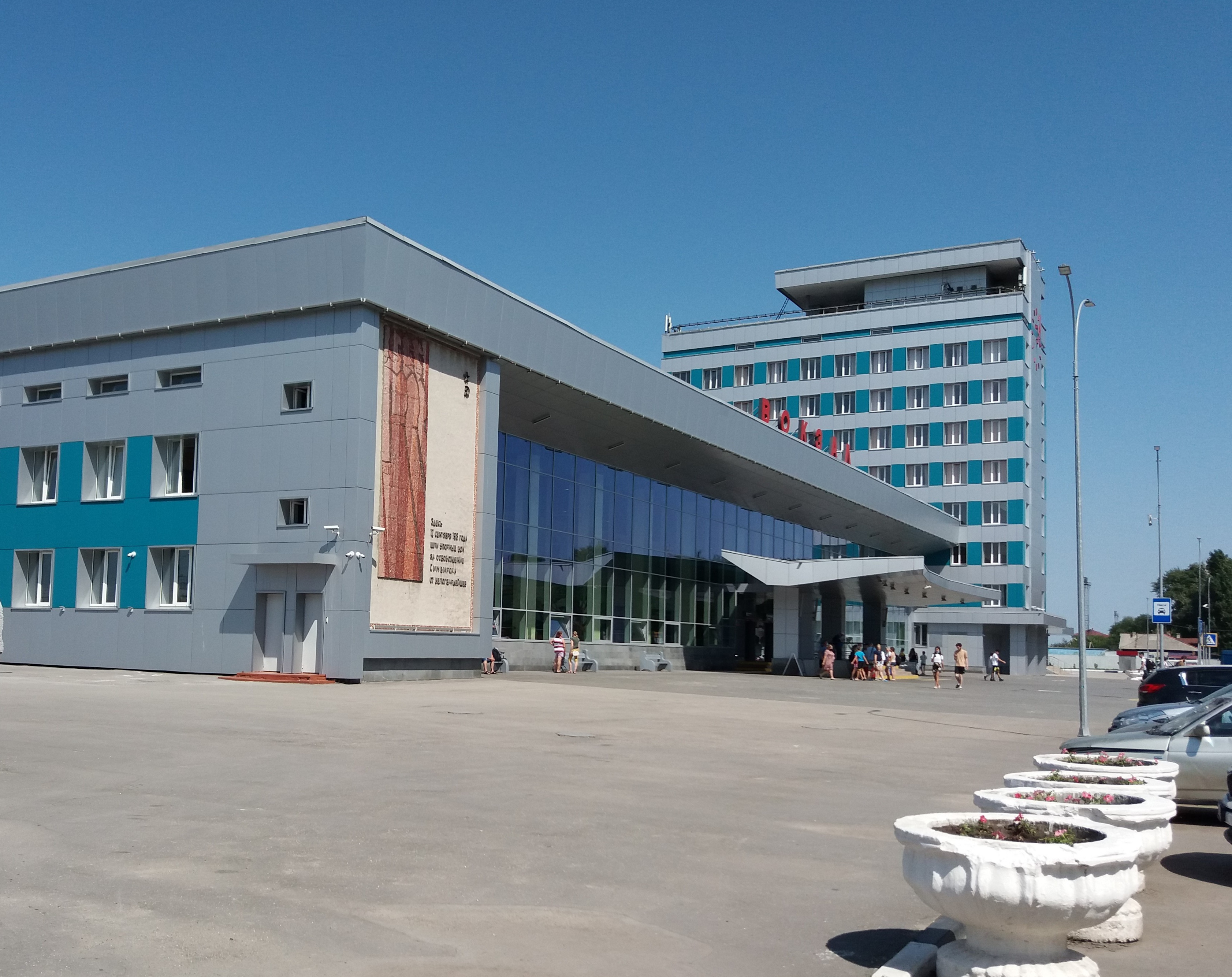
Железнодорожный вокзал
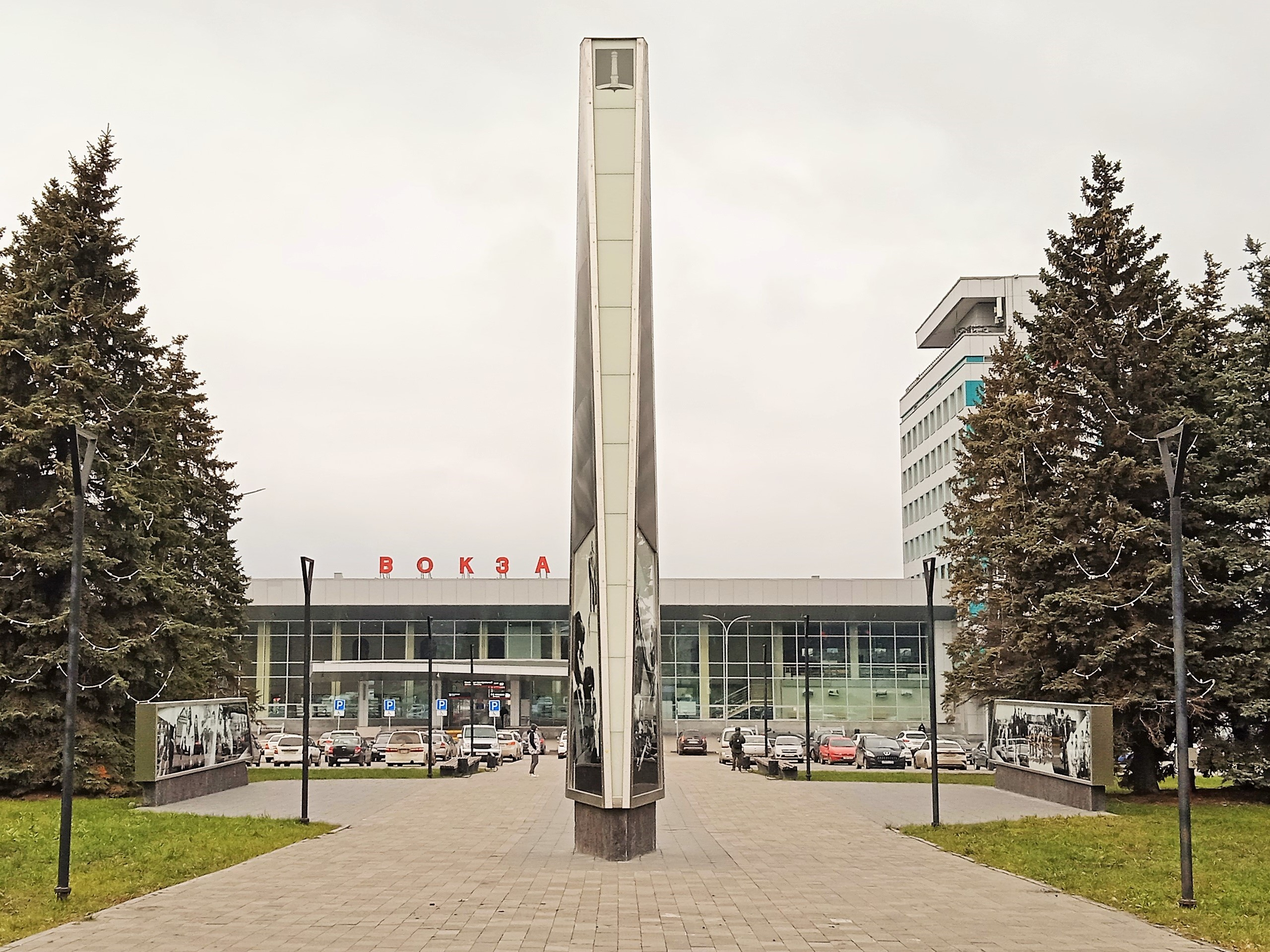
Стела «Город трудовой доблести»
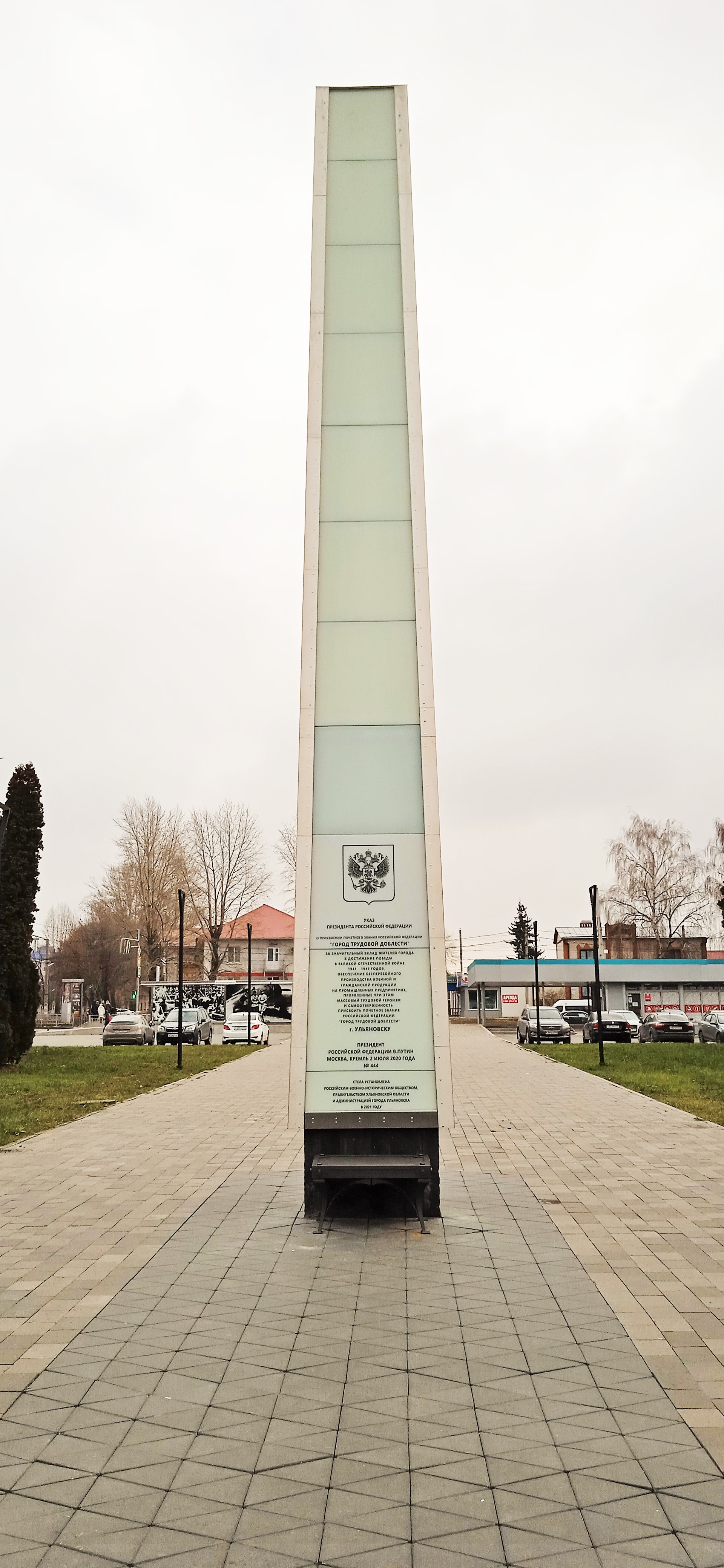
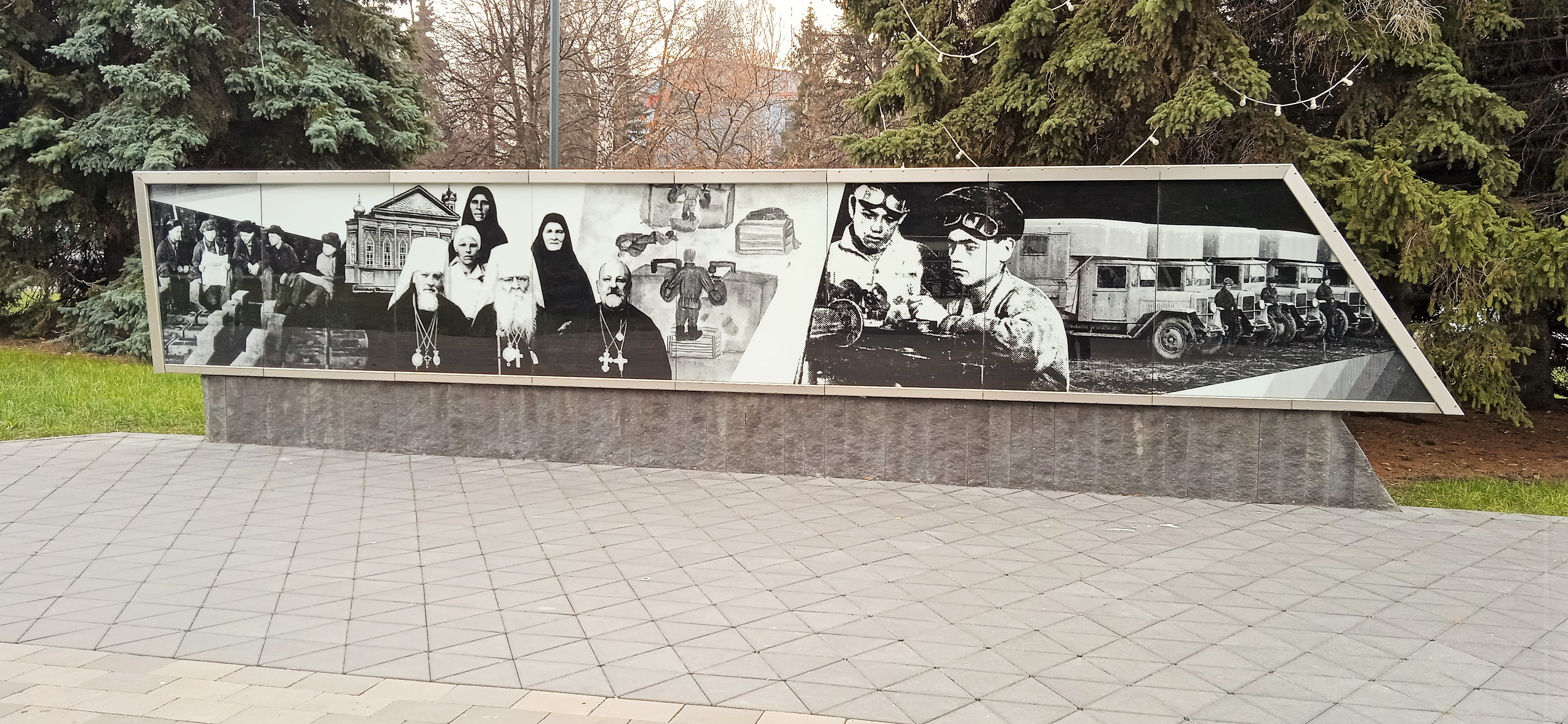
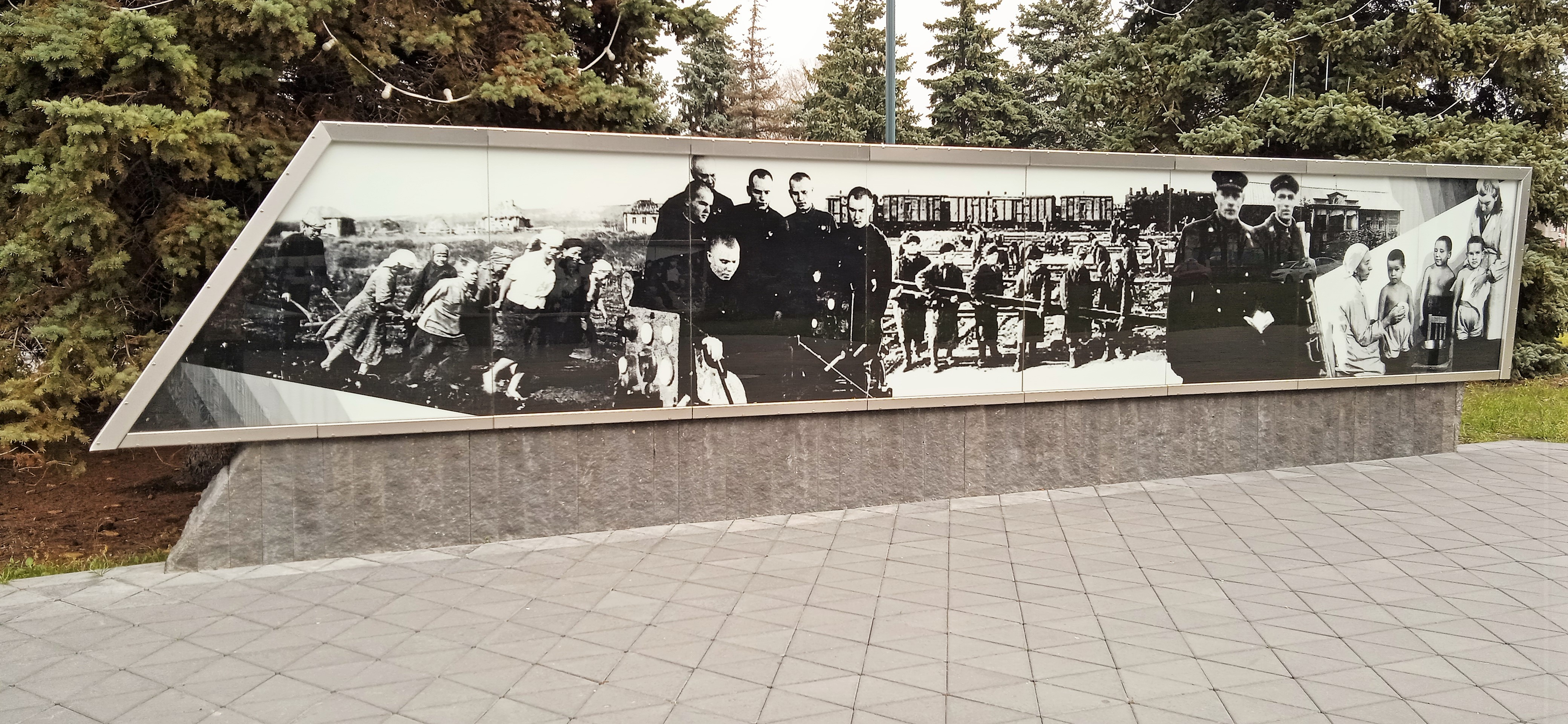
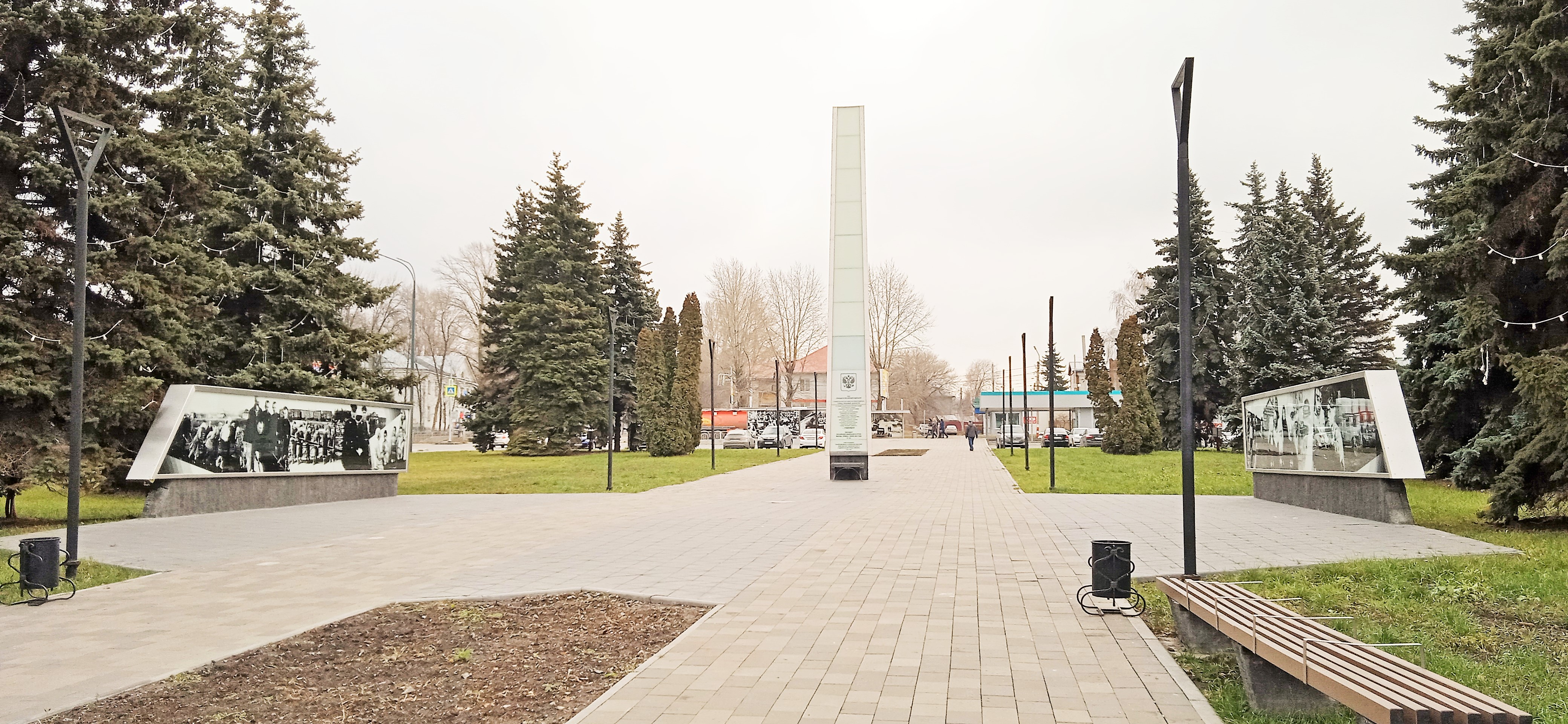
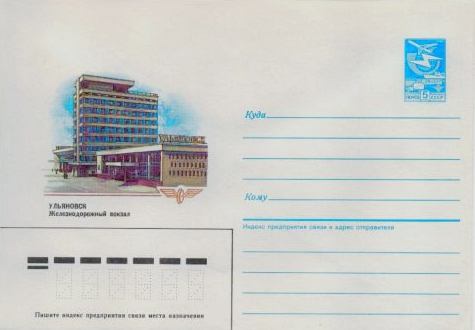
ХМК СССР, 1986. Ульяновск. Железнодорожный вокзал.

## Пассажирские перевозки

### Пригородное сообщение
Пригородные поезда отправляются в направлении Глотовки, Инзы, Майны, Димитровграда, а ранее ещё и в сторону Казани, Сызрани, Нурлата. На самых загруженных направлениях курсируют трёхвагонные составы РА2, вместимость которых составляет 600 человек, а скорость развивается до 100 км/ч. Летом 2012 года, к 150-летию РЖД было открыто сообщение с Казанью через Буа (Буинск). К этому событию был завершён капитальный ремонт первой платформы и открылся главный выход на перрон.. На 2017 год из четырёх направлений действуют лишь два: на запад, до Майны, Глотовки, Инзы и на восток, до Димитровграда. На север, в сторону Цильны, Буи и юг, в сторону Сызрани пригородного движения нет. Нет его и до Нурлата.
В границах станции Ульяновск-Центральный также расположен остановочный пункт 892 км.

### Дальнее сообщение
Прямое железнодорожное сообщение осуществляется с Москвой, в столицу курсирует фирменный поезд. На станции останавливаются все поезда дальнего следования. По графику 2023 года через станцию курсируют следующие поезда дальнего следования:
Круглогодичное движение поездов
| № поезда       | Маршрут движения          | № поезда       | Маршрут движения          |
| -------------- | ------------------------- | -------------- | ------------------------- |
| 21 «Ульяновск» | Ульяновск — Москва        | 22 «Ульяновск» | Москва — Ульяновск        |
| 107            | Нижневартовск — Волгоград | 108            | Волгоград — Нижневартовск |
| 347            | Уфа — Санкт-Петербург     | 348            | Санкт-Петербург — Уфа     |
| 353            | Пермь — Адлер             | 354            | Адлер — Пермь             |
| 391            | Челябинск — Москва        | 392            | Москва — Челябинск        |
| 445            | Екатеринбург — Кисловодск | 446            | Кисловодск — Екатеринбург |

Сезонное движение поездов
| № поезда | Маршрут движения       | № поезда | Маршрут движения       |
| -------- | ---------------------- | -------- | ---------------------- |
| 451      | Ижевск — Адлер         | 452      | Адлер — Ижевск         |
| 491      | Казань — Адлер         | 492      | Адлер — Казань         |
| 507      | Ижевск — Новороссийск  | 508      | Новороссийск — Ижевск  |
| 509      | Казань — Новороссийск  | 510      | Новороссийск — Казань  |
| 515      | Ижевск — Анапа         | 516      | Анапа — Ижевск         |
| 521      | Приобье — Новороссийск | 522      | Новороссийск — Приобье |